# Памятник Карлу Марксу (Москва)
Па́мятник Ка́рлу Ма́рксу в Москве́ — скульптурный монумент из серого гранита, установленный в честь основоположника марксизма, деятеля международного коммунистического движения Карла Маркса в Москве на Театральной площади. Скульптор — Лев Кербель; архитекторы — Р. А. Бегунц, Н. А. Ковальчук, В. Г. Макаревич, В. М. Моргулис. Открыт 29 октября 1961 года.

## История создания
В. И. Ленин считал установку памятника Марксу одной из важнейших задач в рамках осуществления Плана монументальной пропаганды; в соответствии с ним памятник в Москве должен был появиться ещё в первые годы советской власти. В 1920 году был сооружён памятник Карлу Марксу в Симбирске. В начале того же года прошёл конкурс на создание монумента в Москве, а 1 мая 1920 года, в день первого в истории всероссийского субботника, на Театральной площади состоялась его закладка. Однако первоначальный план не был реализован, и долгие годы на Театральной площади стоял гранитный блок с текстом: «Первый камень памятника великому вождю и учителю всемирного пролетариата Карлу Марксу».

Открытие памятника

К осуществлению ленинского замысла вернулись лишь в годы правления Н. С. Хрущёва. В начале 1957 года состоялся новый открытый всесоюзный конкурс на лучший проект памятника Марксу; его победителем стал творческий коллектив во главе со скульптором Львом Кербелем. 
Торжественное открытие монумента прошло 29 октября 1961 года, в дни работы XXII съезда КПСС в присутствии высшего партийного и советского руководства, делегатов съезда, гостей от компартий других стран.
Монумент весом в 160 тонн выполнен из монолитной глыбы серого гранита, добытого под Днепропетровском в Кудашевском карьере. Маркс изображён оратором, стоящим на трибуне, будто бы обращающимся с пламенной речью к трудящимся. Памятник украшает лозунг «Пролетарии всех стран, соединяйтесь!». Скульптурную композицию дополняют два гранитных пилона по обеим сторонам от памятника. На одном из них высечены слова Фридриха Энгельса, сказанные на похоронах Маркса: «Имя его и дело переживут века»; на другом — ленинская фраза «Учение Маркса всесильно, потому что оно верно».
Л. Е. Кербель за создание памятника удостоился Ленинской премии в 1962 году. Один из вариантов бюста Маркса работы Кербеля установлен в Ярославле в 1972 году, другой - в Калуге в 2003.
Памятник Марксу пострадал от вандализма в августе 1991 года. Его хотели убрать, но помешала масса монумента. Денег на демонтаж монолитной гранитной статуи тогда не нашли, а больше вопрос о сносе памятника Марксу не поднимали.
В 2007 году в Русской Церкви предложили к 90-летию расстрела царской семьи заменить памятник Карлу Марксу в Москве на памятник императору Николаю II, а так же переименовать ряд улиц и станций метро, названные в честь большевиков.